# آندری سرگیویچ سمیونوف
آندری سرگیویچ سمیونوف (روسی: Андрей Серге́евич Семёнов؛ زادهٔ ۲۴ مارس ۱۹۸۹) یک بازیکن فوتبال اهل روسیه است.
وی همچنین در تیم ملی فوتبال روسیه بازی کرده‌است.